# Stefan de Leval Jezierski
Stefan de Leval Jezierski (* 22. März 1954 in Boston, Massachusetts) ist ein amerikanischer Hornist der Berliner Philharmoniker.

## Leben
Jezierski studierte Horn bei Myron Bloom am Cleveland Institute of Music und an der North Carolina School of the Arts. Noch während des Studiums trat er als Solist mit den Mitgliedern des Cleveland Orchestra in der Severance Hall auf und wurde darauf 1976 zum Solohornist des Kasseler Staatsopernorchesters berufen.
Im Jahr 1978 wurde er von Herbert von Karajan und den Berliner Philharmonikern für das hohe Horn engagiert und war Mitglied der Berliner Philharmoniker. Er blieb bis zu seiner Pensionierung im Februar 2022 der dienstälteste Hornist des Orchesters.  
Als  Mitbegründer des Scharoun-Ensembles tritt er regelmäßig als Solist und Kammermusiker bei großen Musikfestivals und in Konzerthallen in Europa, Amerika und Asien auf. Des Weiteren unterrichtet er Horn an der Orchesterakademie der Berliner Philharmoniker und ist Professor h.c. am Shanghai Conservatory. 
Seine Begeisterung für den Jazz inspirierte ihn zu einem Jazzquintett mit anderen nordamerikanischen Topsolisten in Berlin.